# Spacehab

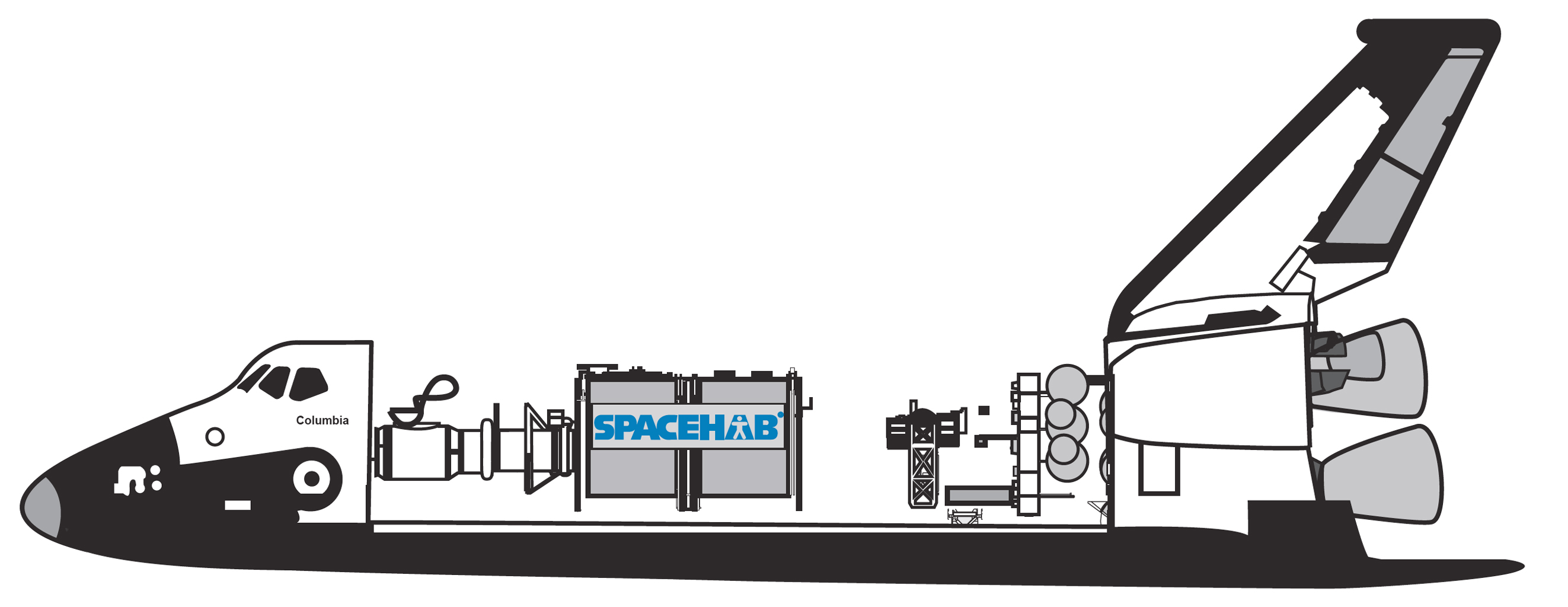
Nel disegno la collocazione dello Spacehab all'interno della zona cargo dello Space Shuttle

Lo Spacehab è un modulo per la navetta Space Shuttle che serviva come spazio aggiuntivo per eseguire esperimenti. Fu sviluppato dall'omonima società privata statunitense (che dal 2009 ha cambiato nome in Astrotech Corporation e ha sede ad Austin in Texas) verso metà degli anni ottanta.
Il volo inaugurale del modulo Spacehab si è avuto nell'estate del 1993 con la missione STS-57.
Simile allo Spacelab europeo, era costituito da un modulo pressurizzato (sia come unità singola o doppia) e da piattaforme aperte (il cosiddetto Integrated Cargo Carrier), che erano saldamente ancorate nella stiva dell'orbiter.
L'ultimo utilizzo dello Spacehab si ebbe nell'agosto del 2007 con la missione STS-118.